# Батагово (посёлок)
Батаго́во — посёлок в Брянском районе Брянской области, в составе Стекляннорадицкого сельского поселения. Расположен в 10 км к востоку от посёлка Стеклянная Радица, на правом берегу реки Рессеты, служащей здесь границей с Калужской областью. Население — 433 человека (2010).
Одноимённая железнодорожная станция на линии Брянск—Сухиничи.

## История
Посёлок возник при строительстве железнодорожной станции (движение открыто в 1899), названной по селу Батогово (ныне Лесное), расположенному в 5 км к юго-западу. До 1924 года входил в Супоневскую волость, в 1924—1929 гг. — в Бежицкой волости, с 1929 года в Брянском районе. 
 До 1950 года входил в Журиничский сельсовет.
| Годы      | 1926 | 1979 | 1989 | 2002 | 2010 |
| --------- | ---- | ---- | ---- | ---- | ---- |
| Население | 125  | 689  | 547  | 391  | 433  |